# Elecciones estatales de Nuevo León de 2000
Las elecciones estatales de Nuevo León de 2000  se llevó a cabo el domingo 2 de julio de 2000, simultáneamente con las Elecciones federales, y en ellas fueron los cargos de elección popular:
- 51 ayuntamientos. Formados por un Presidente Municipal y regidores, electo para un período de tres años no reelegibles en ningún período inmediato.
- 42 diputados del Congreso del Estado: 26 electos de manera directa por cada uno de los Distritos Electorales y 16 por un sistema de listas bajo el principio de representación proporcional.

## Resultados electorales

### Resultados Federales: Presidente
|  | 49.62 % |

|  | 40.20 % |

|  | 6.31 % |

|  | 1.33 % |

|  | 0.49 % |

|  | 0.17 % |

|  | 0.10 % |

|  | 1.78 % |

|  | 100.00 % |

### Ayuntamientos
| Partido/Alianza | Partido/Alianza                                       | Municipios |
| --------------- | ----------------------------------------------------- | ---------- |
|                 | Partido Acción Nacional                               | 16         |
|                 | Partido Revolucionario Institucional                  | 34         |
|                 | Alianza por Nuevo León (PRD, Convergencia, PAS y PSN) | 1          |
|                 | Partido del Trabajo                                   | 0          |
|                 | Partido Verde Ecologista de México                    | 0          |
|                 | Partido Democracia Social                             | 0          |
|                 | Partido de Centro Democrático                         | 0          |
|                 | Partido Auténtico de la Revolución Mexicana           | 0          |

#### Ayuntamiento de Monterrey
- Felipe de Jesús Cantú Rodríguez  Hecho

#### Ayuntamiento de San Nicolás de los Garza
- Fernando Larrazábal Bretón  Hecho

#### Ayuntamiento de Guadalupe
- Pedro Garza Treviño  Hecho

#### Ayuntamiento de San Pedro Garza García
- Gerardo Garza Sada  Hecho

#### Ayuntamiento de General Escobedo
- Leonel Chávez Rangel  Hecho

#### Ayuntamiento de Linares
- Jesús Manuel Treviño Cepeda  Hecho

#### Ayuntamiento de Cerralvo
- José Avelino Gutiérrez Gutiérrez  Hecho

#### Ayuntamiento de Mier y Noriega
- Óscar Zúñiga Quiroz  Hecho

#### Ayuntamiento de Doctor Arroyo
- Juan Francisco Espinoza Eguía  Hecho

#### Ayuntamiento de Montemorelos
- Héctor Manuel Garza de Alejandro  Hecho

#### Ayuntamiento de Apodaca
- César Garza Villarreal  Hecho

#### Ayuntamiento de Santa Catarina
- Humberto González Garibaldi  Hecho

### Diputados
| Partido/Alianza | Partido/Alianza                                       | Distritos (Mayoría) | R.P. | Total |
| --------------- | ----------------------------------------------------- | ------------------- | ---- | ----- |
|                 | Partido Acción Nacional                               | 16                  | 7    | 23    |
|                 | Partido Revolucionario Institucional                  | 10                  | 6    | 16    |
|                 | Alianza por Nuevo León (PRD, Convergencia, PAS y PSN) | 0                   | 1    | 1     |
|                 | Partido del Trabajo                                   | 0                   | 2    | 2     |
|                 | Partido Verde Ecologista de México                    | 0                   | 0    | 0     |
|                 | Partido Democracia Social                             | 0                   | 0    | 0     |
|                 | Partido de Centro Democrático                         | 0                   | 0    | 0     |
|                 | Partido Auténtico de la Revolución Mexicana           | 0                   | 0    | 0     |
| Total           | Total                                                 | 26                  | 16   | 42    |